# Пешавар (пограничный регион)

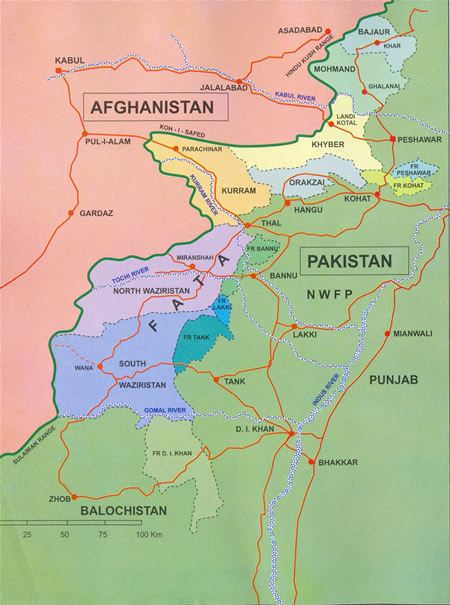
Пограничные регионы в Федерально управляемых племенных территорий.

Пограничный регион Пешавар (англ. Frontier Region Peshawar) — небольшая административная единица в Федерально управляемой племенной территории в Пакистане. Регион граничит с одноимённым округом на севере и западе, а также с округом Наушера на востоке и пограничным регионом Кохатом на юге. Регион находится в ведении офицера районной координации округа Пешавар. Общее управление пограничных регионов осуществляется через секретариат племенных территорий, расположенный в городе Пешаваре. 

## География и климат
Регион холмистый, со средней высотой над уровнем моря — более 1000 метров.

## Демография
Основные племена в регионе: Бунервал, Чагарзай, Чамлавал, Моманд и прочие.